# Marianne Noack
Marianne Noack (5 ottobre 1951) è un'ex ginnasta tedesca.

## Palmarès

### Olimpiadi
- 1 medaglia:
  - 1 bronzo (Città del Messico 1968 a squadre)

### Mondiali
- 1 medaglia:
  - 1 argento (Lubiana 1970 a squadre)